# Frogstomp
Frogstomp è l'album di debutto del gruppo musicale post-grunge australiano Silverchair, pubblicato il 27 marzo 1995 in Australia dalla Murmur/Sony Records e il 20 giugno 1995 negli USA da Epic Records.
Si tratta dell'album australiano più venduto nel mondo con 8 dischi di platino.

## Il disco
La registrazione dell'album avvenne in nove giorni. Il nome fu ispirato da una compilation di musica anni sessanta di un amico di Daniel Johns. Durante la registrazione Johns ebbe alcuni problemi di voce. I componenti erano all'epoca circa quindicenni. Nei crediti è scritto che "per la registrazione dell'album, non sono stati uccisi Lama". Questa frase sancisce non solo che il lama è l'animale preferito da Daniel Johns per il suo aspetto "così stupido", ma anche la posizione dei Silverchair contro la vivisezione e lo sfruttamento degli animali. I Silverchair sono infatti portavoce della "Lama Association", una campagna no profit, a favore degli animali e contro la vivisezione.

## Tracce
Testi e musiche di Daniel Johns e Ben Gillies, eccetto dove indicato.
1. Israel's Son – 5:18 (Johns)
2. Tomorrow – 4:26
3. Faultline – 4:19
4. Pure Massacre – 4:58
5. Shade – 4:01
6. Leave Me Out – 3:03
7. Suicidal Dream – 3:12 (Johns)
8. Madman – 2:43 (Johns)
9. Undecided – 4:36
10. Cicada – 5:10
11. Findaway – 2:56 (Johns)
12. Blind – Bonus track

- L'album ha avuto una tiratura limitata in vinile verde che contiene anche la canzone Blind come Bonus track.

## Formazione
- Daniel Johns - voce, chitarra
- Chris Joannou - basso
- Ben Gillies - batteria